# Liste des juridictions catholiques d'Asie
Cette liste recense les juridictions catholiques d'Asie.
Les juridictions sont listées par pays d'Asie pour l'Église latine et les Églises catholiques orientales.

## Liste par pays

### Afghanistan
- Mission sui juris d'Afghanistan

### Bangladesh
- Archidiocèse de Dhaka
  - Diocèse de Dinajpur
  - Diocèse de Mymensingh
  - Diocèse de Rajshahi
  - Diocèse de Sylhet
- Archidiocèse de Chittagong
  - Diocèse de Barisal
  - Diocèse de Khulna

### Birmanie
- Archidiocèse de Mandalay
  - Diocèse de Banmaw
  - Diocèse de Hakha
  - Diocèse de Kalay
  - Diocèse de Lashio
  - Diocèse de Mindat
  - Diocèse de Myitkyina

- Archidiocèse de Taunggyi
  - Diocèse de Kengtung
  - Diocèse de Loikaw
  - Diocèse de Pekhon
  - Diocèse de Taungngu

- Archidiocèse de Rangoun
  - Diocèse de Hpa-an
  - Diocèse de Mawlamyine
  - Diocèse de Pathein
  - Diocèse de Pyay

### Brunei
- Vicariat apostolique de Brunei

### Cambodge
- Vicariat apostolique de Phnom Penh
- Préfecture apostolique de Battambang
- Préfecture apostolique de Kampong Cham

### Chine
- Archidiocèse d'Anqing
  - Diocèse de Bengbu (en)
  - Diocèse de Wuhu

- Archidiocèse de Pékin (Beijing)
  - Diocèse de Anguo
  - Diocèse de Baoding
  - Diocèse de Chengde (créé en septembre 2018)
  - Diocèse de Daming
  - Diocèse de Jingxian
  - Diocèse de Shunde
  - Diocèse de Tianjin
  - Diocèse de Sienhsien (anc. Xianxian)
  - Diocèse de Xuanhua (en)
  - Diocèse de Yongnian
  - Diocèse de Yongping
  - Diocèse de Zhaoxian
  - Diocèse de Zhengding

- Archidiocèse de Changsha (en)
  - Diocèse de Changde
  - Diocèse de Hengzhou
  - Diocèse de Yuanling

- Archidiocèse de Chongqing
  - Diocèse de Chengdu
  - Diocèse de Jiading
  - Diocèse de Kangding
  - Diocèse de Ningyuan
  - Diocèse de Shunqing
  - Diocèse de Suifu
  - Diocèse de Wanzhou

- Archidiocèse de Fuzhou
  - Diocèse de Funing
  - Diocèse de Tingzhou
  - Diocèse de Xiamen (en)

- Archidiocèse de Canton (Guangzhou)
  - Diocèse de Beihai
  - Diocèse de Hong Kong
  - Diocèse de Jiangmen
  - Diocèse de Jiaying
  - Diocèse de Shantou
  - Diocèse de Chaozhou

- Archidiocèse de Guiyang (en)
  - Diocèse de Nanlong

- Archidiocèse de Hangzhou
  - Diocèse de Lishui
  - Diocèse de Ningbo
  - Diocèse de Linhai (Taizhou)
  - Diocèse de Yongjia

- Archidiocèse de Hankou (en)
  - Diocèse de Hanyang
  - Diocèse de Laohekou
  - Diocèse de Puqi
  - Diocèse de Qizhou
  - Diocèse de Shinan
  - Diocèse de Wuchang
  - Diocèse de Xiangyang
  - Diocèse de Yichang

- Archidiocèse de Hohot / Suiyuan (en)
  - Diocèse de Jining
  - Diocèse de Ningxia
  - Diocèse de Xiwanzi

- Archidiocèse de Jinan
  - Diocèse de Caozhou (de)
  - Diocèse de Qingdao
  - Diocèse de Yanggu
  - Diocèse de Yantai
  - Diocèse de Yanzhou
  - Diocèse de Yizhou
  - Diocèse de Zhoucun

- Archidiocèse de Kaifeng
  - Diocèse de Jixian (Weihui)
  - Diocèse de Luoyang
  - Diocèse de Nanyang
  - Diocèse de Shangqiu (Guide)
  - Diocèse de Xinyang
  - Diocèse de Zhengzhou
  - Diocèse de Zhumadian

- Archidiocèse de Kunming
  - Diocèse de Dali

- Archidiocèse de Lanzhou (en)
  - Diocèse de Pingliang
  - Diocèse de Qinzhou

- Archidiocèse de Nanchang
  - Diocèse de Ganzhou
  - Diocèse de Ji'an (en)
  - Diocèse de Nancheng
  - Diocèse de Yujiang

- Archidiocèse de Nankin
  - Diocèse de Haimen
  - Diocèse de Shanghai
  - Diocèse de Suzhou
  - Diocèse de Xuzhou

- Archidiocèse de Nanning
  - Diocèse de Wuzhou (en)

- Archidiocèse de Shenyang (/ Fengtian)
  - Diocèse de Chifeng
  - Diocèse de Fushun
  - Diocèse de Jilin
  - Diocèse de Jinzhou (Rehe)
  - Diocèse de Siping
  - Diocèse de Yanji
  - Diocèse de Yingkou

- Archidiocèse de Taiyuan
  - Diocèse de Datong
  - Diocèse de Fenyang
  - Diocèse de Hongdong
  - Diocèse de Lu'an (en)
  - Diocèse de Shuozhou
  - Diocèse de Yuci

- Archidiocèse de Xi'an (en)
  - Diocèse de Fengxiang
  - Diocèse de Hanzhong
  - Diocèse de Sanyuan
  - Diocèse de Yan'an
  - Diocèse de Zhouzhi

- Diocèse de Macao

- Préfecture apostolique (29)

- Administration apostolique de Harbin

- Exarchat apostolique de Harbin (Église grecque-catholique russe)

### Chypre
- Vicariat patriarcal de Chypre

- Archéparchie de Chypre (rite maronite)

### Corée du Nord
- - Diocèse de Pyongyang (suffragant de l'archidiocèse de Séoul)
  - Diocèse d'Hamhung (en) (suffragant de l'archidiocèse de Séoul)
- Juridiction indépendante
  - Abbaye territoriale de Tokwon

### Corée du Sud
- Archidiocèse métropolitain de Séoul
  - Diocèse de Chuncheon
  - Diocèse de Daejeon
  - Diocèse d'Incheon
  - Diocèse de Suwon (en)
  - Diocèse d'Uijongbu (en)
  - Diocèse de Wonju (en)
- Archidiocèse métropolitain de Gwangju
  - Diocèse de Cheju
  - Diocèse de Jeonju (en)
- Archidiocèse métropolitain de Daegu
  - Diocèse d'Andong
  - Diocèse de Busan (en)
  - Diocèse de Cheongju (en)
  - Diocèse de Masan (en)
- Juridiction indépendante
  - Ordinariat militaire de Corée du Sud (en)

### Inde
- Archidiocèse d'Agra
  - Diocèse d'Ajmer
  - Diocèse d'Allahabad (en)
  - Diocèse de Bareilly
  - Diocèse de Jaipur (en)
  - Diocèse de Jhansi
  - Diocèse de Lucknow
  - Diocèse de Meerut (en)
  - Diocèse d'Udaipur (en)
  - Diocèse de Varanasi
  - Éparchie de Bijnor des Syro-Malabars
  - Éparchie de Gorakhpur des Syro-Malabars

- Archidiocèse de Bangalore
  - Diocèse de Belgaum (en)
  - Diocèse de Bellary
  - Diocèse de Chikmagalur
  - Diocèse de Gulbarga
  - Diocèse de Karwar
  - Diocèse de Mangalore
  - Diocèse de Mysore
  - Diocèse de Shimoga
  - Diocèse d'Udupi

- Archidiocèse de Bhopal
  - Diocèse de Gwalior (en)
  - Diocèse d'Indore (en)
  - Diocèse de Jabalpur
  - Diocèse de Jhabua
  - Diocèse de Khandwa
  - Éparchie de Sagar des Syro-Malabars
  - Éparchie de Satna des Syro-Malabars
  - Éparchie d'Ujjain des Syro-Malabars

- Archidiocèse de Bombay
  - Diocèse de Nashik
  - Diocèse de Poona
  - Diocèse de Vasai
  - Éparchie de Kalyan des Syro-Malabars

- Archidiocèse de Calcutta
  - Diocèse d'Asansol (en)
  - Diocèse de Bagdogra (en)
  - Diocèse de Baruipur
  - Diocèse de Darjeeling
  - Diocèse de Jalpaiguri (en)
  - Diocèse de Krishnagar (en)
  - Diocèse de Raiganj (en)

- Archidiocèse de Cuttack-Bhubaneswar
  - Diocèse de Balasore
  - Diocèse de Berhampur
  - Diocèse de Rayagada
  - Diocèse de Rourkela
  - Diocèse de Sambalpur

- Archidiocèse de Delhi
  - Diocèse de Jammu-Srinagar
  - Diocèse de Jalandhar
  - Diocèse de Simla et Chandigarh

- Archidiocèse de Gandhinagar (en)
  - Diocèse d'Ahmedabad
  - Diocèse de Baroda
  - Éparchie de Rajkot des Syro-Malabars

- Archidiocèse de Goa et Daman
  - Diocèse de Sindhudurg

- Archidiocèse de Guwahati
  - Diocèse de Bongaigaon
  - Diocèse de Dibrugarh
  - Diocèse de Diphu
  - Diocèse de Itanagar
  - Diocèse de Miao
  - Diocèse de Tezpur

- Archidiocèse d'Hyderabad
  - Diocèse de Cuddapah (en)
  - Diocèse de Khamman
  - Diocèse de Kurnool (en)
  - Diocèse de Nalgonda (en)
  - Diocèse de Warangal
  - Éparchie d'Adilabad des Syro-Malabars

- Archidiocèse d'Imphal (en)
  - Diocèse de Kohima

- Archidiocèse de Madras-Mylapore
  - Diocèse de Chingleput
  - Diocèse de Coimbatore
  - Diocèse d'Ootacamund
  - Diocèse de Vellore

- Archidiocèse de Madurai
  - Diocèse de Dindigul
  - Diocèse de Kottar
  - Diocèse de Kuzhithurai
  - Diocèse de Palayamkottai
  - Diocèse de Sivagangai (en)
  - Diocèse de Tiruchirapalli
  - Diocèse de Tuticorin

- Archidiocèse de Nagpur (en)
  - Diocèse d'Amravati
  - Diocèse d'Aurangabad
  - Éparchie de Chanda des Syro-Malabars

- Archidiocèse de Patna
  - Diocèse de Bettiah
  - Diocèse de Bhagalpur
  - Diocèse de Buxar
  - Diocèse de Muzaffarpur
  - Diocèse de Purnea (en)

- Archidiocèse de Pondichéry-Cuddalore
  - Diocèse de Dharmapuri
  - Diocèse de Kumbakonam
  - Diocèse de Salem
  - Diocèse de Tanjore

- Archidiocèse de Raipur
  - Diocèse d'Ambikapur
  - Diocèse de Jashpur (en)
  - Diocèse de Raigarh (en)
  - Éparchie de Jagdalpur des Syro-Malabars

- Archidiocèse de Ranchi
  - Diocèse de Daltonganj
  - Diocèse de Dumka
  - Diocèse de Gumla (de)
  - Diocèse de Hazaribag
  - Diocèse de Jamshedpur
  - Diocèse de Khunti
  - Diocèse de Port-Blair
  - Diocèse de Simdega

- Archidiocèse de Shillong
  - Diocèse d'Agartala (en)
  - Diocèse d'Aizawl (en)
  - Diocèse de Jowai (en)
  - Diocèse de Nongstoin (en)
  - Diocèse de Tura (en)

- Archidiocèse de Thiruvananthapuram
  - Diocèse d'Alleppey
  - Diocèse de Neyyattinkara
  - Diocèse de Punalur
  - Diocèse de Quilon (en)

- Archidiocèse de Verapoly (en)
  - Diocèse de Calicut (en)
  - Diocèse de Cochin (en)
  - Diocèse de Kannur
  - Diocèse de Kottapuram
  - Diocèse de Sultanpet
  - Diocèse de Vijayapuram

- Archidiocèse de Visakhapatnam
  - Diocèse d'Eluru
  - Diocèse de Guntur
  - Diocèse de Nellore
  - Diocèse de Srikakulam
  - Diocèse de Vijayawada

- Archéparchie d'Ernakulam-Angamaly des Syro-Malabars
  - Éparchie d'Idukki des Syro-Malabars
  - Éparchie de Kothamangalam des Syro-Malabars

- Archéparchie syro-malabare de Changanacherry (en)
  - Éparchie de Kanjirapally des Syro-Malabars
  - Éparchie de Palai des Syro-Malabars
  - Éparchie de Thuckalay des Syro-Malabars

- Archéparchie de Kottayam des Syro-Malabars

- Archéparchie de Tellicherry des Syro-Malabars
  - Éparchie de Belthangady des Syro-Malabars
  - Éparchie de Bhadravathi des Syro-Malabars
  - Éparchie de Mananthavady des Syro-Malabars
  - Éparchie de Mandya  des Syro-Malabars
  - Éparchie de Thamarasserry des Syro-Malabars

- Archéparchie de Trichur des Syro-Malabars
  - Éparchie de Irinjalakuda des Syro-Malabars
  - Éparchie de Palghat des Syro-Malabars
  - Éparchie de Ramanathapuram des Syro-Malabars

- Archéparchie de Trivandrum des Syro-Malankars
  - Éparchie de Marthandom des Syro-Malankars
  - Éparchie de Mavelikara des Syro-Malankars
  - Éparchie de Parassala des Syro-Malankars
  - Éparchie de Pathanamthitta des Syro-Malankars

- Archéparchie de Tiruvalla des Syro-Malankars
  - Éparchie de Bathery des Syro-Malankars
  - Éparchie de Muvattupuzha  des Syro-Malankars
  - Éparchie de Puthur des Syro-Malankars

- Éparchie de Faridabad des Syro-Malabars
- Éparchie de Hosur des Syro-Malabars
- Éparchie de Shamshabad des Syro-Malabars
- Éparchie Saint-Jean Chrysostome de Gurgaon des Syro-Malankars
- Exarchat apostolique Saint Éphrem de Khadki des Syro-Malankars

### Irak
- Archidiocèse de Bagdad

- Patriarcat de Babylone (rite chaldéen)
  - Archéparchie métropolitain de Bagdad
    - Éparchie d'Alqosh
    - Éparchie d'Amadiyah et Zakho
    - Éparchie d'Aqra

  - Archéparchie métropolitain de Kirkouk et Sulaimaniya
  - Archéparchie de Bassorah
  - Archéparchie d'Erbil
  - Archéparchie de Mossoul

- Archéparchie de Bagdad (en)  (rite arménien)

- Archéparchie de Bagdad et du Koweït (rite syriaque)
- Archéparchie de Mossoul
- Exarchat patriarcal de Bassorah et du Koweït

- Exarchat patriarcal d'Irak (rite grecque-melkite)

### Iran
- Archidiocèse d'Ispahan

- Archéparchie métropolitain de Téhéran (rite chaldéen)
- Archéparchie métropolitain d'Ourmia
  - Éparchie de Salmas
- Archéparchie de Ahwaz

- Éparchie d'Ispahan (rite arménien)

### Israël
- Juridictions indépendantes
  - Patriarcat latin de Jérusalem
  - Patriarcat grec-melkite catholique de Jérusalem
  - Archéparchie melkite grecque-catholique d'Acre (en)
  - Territoire dépendant du Patriarche grec-melkite (Jérusalem)
  - Archiéparchie de Haifa et de la Terre Sainte (rite maronite) (en)
  - Exarchat patriarcal de Jérusalem et de Palestine (rite maronite) (en)
  - Archiéparchie de Jérusalem et du Mont d'Amman (rite arménien)
  - Exarchat patriarcal de Jérusalem (rite syrien)
  - Territoire dépendant du Patriarche chaldéen de Babylone (Jérusalem)

### Japon
- Archidiocèse de Nagasaki
  - Diocèse de Fukuoka
  - Diocèse de Kagoshima (en)
  - Diocèse de Naha (en)
  - Diocèse d'Ōita
- Archidiocèse d'Osaka
  - Diocèse d'Hiroshima
  - Diocèse de Kyoto
  - Diocèse de Nagoya
  - Diocèse de Takamatsu
- Archidiocèse de Tokyo
  - Diocèse de Niigata
  - Diocèse de Saitama
  - Diocèse de Sapporo
  - Diocèse de Sendai
  - Diocèse de Yokohama

### Jordanie
- Vicariat patriarcal de Jordanie

Église catholique chaldéenne
- Vicariat patriarcal de Jordanie

Église grecque-catholique melkite
- Archéparchie de Pétra et Philadelphie

Église maronite
- Exarchat patriarcal de Jordanie

### Kazakhstan
- Archidiocèse d'Astana
  - Diocèse d'Almaty
  - Diocèse de Karaganda
  - Administration apostolique d'Atyraou
  - Administration apostolique pour les fidèles de rite byzantin au Kazakhstan et en Asie centrale

### Kirghizistan
- Administration apostolique du Kirghizistan

### Koweït, Arabie saoudite, Bahreïn et Qatar
- Vicariat apostolique d'Arabie septentrionale

### Laos
- Vicariat apostolique de Luang Prabang
- Vicariat apostolique de Paksé
- Vicariat apostolique de Savannakhet
- Vicariat apostolique de Vientiane

### Liban
- Vicariat apostolique de Beyrouth

Église maronite
- Patriarcat d'Antioche
  - Éparchie de Joubbé, Sarba et Jounieh des Maronites
- Archéparchie d'Antélias des Maronites
- Archéparchie de Beyrouth des Maronites
- Archéparchie de Tripoli des Maronites
- Archéparchie de Tyr des Maronites
- Éparchie de Baalbek-Deir El-Ahmar des Maronites
- Éparchie de Batroun des Maronites
- Éparchie de Byblos des Maronites
- Éparchie de Sidon des Maronites
- Éparchie de Zahlé des Maronites

Église catholique arménienne
- Patriarcat de Cilicie des Arméniens

Église catholique chaldéenne
- Éparchie de Beyrouth

Église grecque-catholique melkite
- Archéparchie métropolitain de Beyrouth
- Archéparchie métropolitain de Tyr
  - Archéparchie de Baniyas et de Marjeyoun
  - Archéparchie de Sidon et de Deir El-Kamar
  - Archéparchie de Tripoli
- Archéparchie de Baalbek
- Archéparchie de Zahlé (suffrageant de l'Archéparchie métropolitain de Damas)

Église catholique syriaque
- Patriarcat d'Antioche
  - Éparchie patriarcal de Beyrouth

### Malaisie
- Archidiocèse de Kuala Lumpur (en)
  - Diocèse de Melaka-Johor
  - Diocèse de Penang
- Archidiocèse de Kuching (en)
  - Diocèse de Miri
  - Diocèse de Sibu
- Archidiocèse de Kota Kinabalu
  - Diocèse de Keningau
  - Diocèse de Sandakan

### Mongolie
- Préfecture apostolique d'Oulan-Bator

### Népal
- Vicariat apostolique du Népal

### Ouzbékistan
- Administration apostolique d'Ouzbékistan

### Pakistan
- Archidiocèse de Lahore
  - Diocèse de Faisalabad
  - Diocèse d'Islamabad-Rawalpindi
  - Diocèse de Multan
- Archidiocèse de Karachi
  - Diocèse de Hyderabad
- Vicariat apostolique de Quetta

### Palestine
- Patriarcat latin de Jérusalem

- Exarchat patriarcal de Jérusalem et de Palestine (rite maronite)

- Exarchat patriarcal de Jérusalem et d'Amman (rite arménien)

- Exarchat patriarcal de Jérusalem et de Terre Sainte (rite syrien)

- Territoire  patriarcal de Jérusalem (rite chaldéen)

### Philippines
- Archidiocèse de Cáceres
  - Diocèse de Daet
  - Diocèse de Legazpi
  - Diocèse de Masbate
  - Diocèse de Sorsogon
  - Diocèse de Virac
  - Diocèse de Libmanan

- Archidiocèse de Cagayán de Oro
  - Diocèse de Butuan
  - Diocèse de Malaybalay
  - Diocèse de Surigao
  - Diocèse de Tandag

- Archidiocèse de Capiz (en)
  - Diocèse de Kalibo
  - Diocèse de Romblon

- Archidiocèse de Cebú
  - Diocèse de Dumaguete
  - Diocèse de Maasin
  - Diocèse de Tagbilaran
  - Diocèse de Talibon

- Archidiocèse de Cotabato
  - Diocèse de Kidapawan
  - Diocèse de Marbel

- Archidiocèse de Davao (es)
  - Diocèse de Digos
  - Diocèse de Mati
  - Diocèse de Tagum

- Archidiocèse de Jaro (es)
  - Diocèse de Bacolod
  - Diocèse de Kabankalan
  - Diocèse de San Carlos
  - Diocèse de San Jose de Antiqu

- Archidiocèse de Lingayén-Dagupan (es)
  - Diocèse de Alaminos
  - Diocèse de Cabanatuan
  - Diocèse of San Fernando de La Union
  - Diocèse de San José
  - Diocèse de Urdaneta

- Archidiocèse de Lipa (es)
  - Diocèse de Boac
  - Diocèse de Gumaca
  - Diocèse de Lucena
  - Prélature territoriale d'Infanta

- Archidiocèse de Manille
  - Diocèse de Antipolo
  - Diocèse de Cubao
  - Diocèse d'Imus
  - Diocèse de Caloocan
  - Diocèse de Malolos (es)
  - Diocèse de Novaliches
  - Diocèse de Parañaque
  - Diocèse de Pasig
  - Diocèse de San Pablo

- Archidiocèse de Nueva Segovia (es)
  - Diocèse de Baguio
  - Diocèse de Bangued
  - Diocèse de Laoag
  - Prélature territoriale de Batanes

- Archidiocèse de Ozamis
  - Diocèse de Dipolog
  - Diocèse de Iligan
  - Diocèse de Pagadian
  - Prélature territoriale de Marawi

- Archidiocèse de Palo (es)
  - Diocèse de Borongan
  - Diocèse de Calbayog (es)
  - Diocèse de Catarman
  - Diocèse de Naval

- Archidiocèse de San Fernando (es)
  - Diocèse de Balanga
  - Diocèse de Iba
  - Diocèse de Tarlac

- Archidiocèse de Tuguegarao (es)
  - Diocèse de Bayombong
  - Diocèse de Ilagan

- Archidiocèse de Zamboanga (es)
  - Diocèse d'Ipil
  - Prélature territoriale d'Isabela

- Vicariat apostolique de Bontoc-Lagawe
- Vicariat apostolique de Calapán
- Vicariat apostolique de Jolo
- Vicariat apostolique de Princesa
- Vicariat apostolique de San Jose en Mindoro
- Vicariat apostolique de Tabuk
- Vicariat apostolique de Taytay

- Ordinariat militaire de Philippines

### Singapour
- Archidiocèse de Singapour

### Sri Lanka
- Archidiocèse de Colombo
  - Diocèse d'Anuradhapura (en)
  - Diocèse de Badulla
  - Diocèse de Chilaw (en)
  - Diocèse de Galle
  - Diocèse de Jaffna (en)
  - Diocèse de Kandy (en)
  - Diocèse de Kurunegala (en)
  - Diocèse de Mannar (en)
  - Diocèse de Ratnapura (en)
  - Diocèse de Trincomalee

### Syrie
- Vicariat apostolique d'Alep

Église catholique arménienne
- Archéparchie d'Alep
- Éparchie de Kameshli
- Exarchat patriarcal de Damas (en)

Église catholique chaldéenne
- Éparchie d'Alep

Église grecque-catholique melkite
- Patriarcat d'Antioche
  - Archéparchie métropolitain d'Alep
  - Archéparchie métropolitain de Bosra et du Hauran
  - Archéparchie métropolitain de Damas
  - Archéparchie métropolitain de Homs
  - Archéparchie de Lattaquié

Église maronite
- Archéparchie d'Alep
- Archéparchie de Damas
- Éparchie de Lattaquié

Église catholique syriaque
- Archéparchie métropolitain de Damas
- Archéparchie métropolitain de Homs
- Archéparchie d'Alep
- Archéparchie de Hassaké-Nisibi

### Tadjikistan
- Mission sui juris du Tadjikistan

### Taïwan
- Archidiocèse de Taipei
  - Diocèse de Hsinchu
  - Diocèse de Hwalien
  - Diocèse de Kaohsiung (en)
  - Diocèse de Kiayi
  - Diocèse de Taichung (en)
  - Diocèse de Tainan

### Thaïlande
- Archidiocèse de Bangkok
  - Diocèse de Chanthaburi
  - Diocèse de Chiang Mai
  - Diocèse de Chiang Rai
  - Diocèse de Nakhon Sawan
  - Diocèse de Ratchaburi
  - Diocèse de Surat Thani
- Archidiocèse de Thare et Nonseng (en)
  - Diocèse de Nakhon Ratchasima
  - Diocèse de Ubon Ratchathani
  - Diocèse de Udon Thani

### Timor oriental
- Archidiocèse de Dili
  - Diocèse de Baucau
  - Diocèse de Maliana

### Turkménistan
- Mission sui juris du Turkménistan

### Viêt Nam
- Archidiocèse de Hà Nôi
  - Diocèse de Bac Ninh
  - Diocèse de Bùi Chu
  - Diocèse de Hà Tĩnh
  - Diocèse de Hải Phòng
  - Diocèse de Hung Hoa
  - Diocèse de Lang Són et Cao Bang
  - Diocèse de Phát Diêm
  - Diocèse de Thái Binh
  - Diocèse de Thanh Hóa
  - Diocèse de Vinh
- Archidiocèse de Hué
  - Diocèse de Ban Mê Thuôt
  - Diocèse de Ðà Nang
  - Diocèse de Kontum
  - Diocèse de Nha Trang
  - Diocèse de Quy Nhon
- Archidiocèse de Thành-Phô Hô Chí Minh
  - Diocèse de Ba Ria
  - Diocèse de Cân Tho
  - Diocèse de Ðà Lat
  - Diocèse de Long Xuyên
  - Diocèse de My Tho
  - Diocèse de Phan Thiêt
  - Diocèse de Phú Cuong
  - Diocèse de Vinh Long
  - Diocèse de Xuân Lôc

### Yémen, Émirats arabes unis et Oman
- Vicariat apostolique d'Arabie méridionale

### Sources
- (en) The Catholic Church in Asia sur gcatholic.org
- (en) The Catholic Church in Middle East sur gcatholic.org
- (en) Structured View of Dioceses in Asia sur catholic-hierarchy.org